# Казарян, Ашот Алексанович
Ашот Алексанович Казарян (арм. Աշոտ Ղազարյան; родился в 1957 году в г. Ереване) — российский, армянский скульптор, график, член Союза Художников Санкт-Петербурга и России, участник многих художественных выставок.

## Биография
Ашот Казарян родился в 1957 году в г. Ереване.
С 9 до 13 лет занимался рисунком частным образом у Акопа Акопяна, в это же время занимался в скульптурном кружке во дворце пионеров.
В 1971 году в Ереване участвовал в конкурсе «Лучший юный художник СССР» вместе с представителями из Ленинграда, Москвы, Тбилиси, Риги, Вильнюса, Ташкента. Всего в конкурсе приняло участие около 300 юных художников. Среди 70 юных скульпторов Ашот занял первое место за работу «Медведь играет на гармошке». В 14 лет получил звание «Лучший юный скульптор СССР» и без экзаменов поступил в Художественное училище им. Ф. Терлемезяна.
С 1972 по 1976 годы — учёба в Художественном училище имени Фаноса Терлемезяна, Армянская ССР (мастерская Франца Симоняна).
С 1979 по 1982 годы — учёба в Дрезденской Академии художеств, ГДР (мастерская Фрица Кремера).
С 1985 по 1991 годы — учёба в Институте живописи, скульптуры и архитектуры им. И. Е. Репина (Академии Художеств), Ленинград, Россия. Его учителями были Пинчук В. Б., Стамов В. Г., Аникушин М. К. и Кубасов С. А.
Дипломной работой в Академии стала скульптура РЕКВИЕМ высотой 2 метра, посвященная памяти погибших в Армении при землетрясении. Работа была удостоена высокой оценки Ученого Совета Академии Художеств.

Скульптура Ашота Казаряна РЕКВИЕМ

С 1992 года Ашот Казарян постоянный участник российских и международных выставок, в том числе ежегодных выставок Союза Художников России; с 1994 года член Союза Художников России, с 1995 года член Союза Художников Санкт-Петербурга.

## Выставки и конкурсы
С 13 по 25 февраля 2024 года в Малом зале исторического здания Императорского общества поощрения художеств прошла персональная выставка Ашота Казаряна.

## Работы скульптора
Произведения Ашота Казаряна находятся в собраниях Музея Современного Искусства (Ганновер, Германия), Центра Ж. Помпиду (Париж, Франция), Галереи Алекс (Калифорния, США), в частных коллекциях Хор Хорьян (США), Басмаджан (Франция), у наследников М. Л. Растроповича (Франция-Россия), а также в частных коллекциях Великобритании, Германии, США, Бельгии, Франции, Финляндии, Италии, Венгрии, Эстонии, России.
Ашот Казарян — автор скульптур:
- «Сафо. Лира» в детской школе искусств им. М. Л. Растроповича на Измайловском пр. д. 8. (Санкт-Петербург, Россия)
- Бульдог в композиции «Фотограф Булла» на Малой Садовой ул. (Санкт-Петербург, Россия)
- «Двое влюбленных» — монументальная композиция для парка. (Берлин, Германия).
- «Юдифь», бронзовая скульптура малых форм.
- «Чёрный квадрат. По ту сторону мира», бронзовая скульптура малых форм.
- «Шинель», бронзовая скульптура малых форм.
- «Последний путь. Лермонтов», бронзовая скульптура малых форм.
- «Клеопатра. Ожидание», бронзовая скульптура малых форм.
- «Тайна Шерлока», терракотовая скульптура малых форм.

Ашот Казарян «САФО. ЛИРА». Бронзовый вариант.
Ашот Казарян «ЮДИФЬ»
Ашот Казарян «ЧЁРНЫЙ КВАДРАТ. ПО ТУ СТОРОНУ МИРА»
Ашот Казарян «ШИНЕЛЬ»
Ашот Казарян «ПОСЛЕДНИЙ ПУТЬ. ЛЕРМОНТОВ»
Ашот Казарян «КЛЕОПАТРА. ОЖИДАНИЕ»
Ашот Казарян «ТАЙНА ШЕРЛОКА»

Сейчас за плечами мастера более 600 работ, и он продолжает творить.